# الروس في فنلندا
يشكل الروس في فنلندا  أو  الفنلنديون الروس أقلية لغوية وعرقية في فنلندا. حوالي 30000 شخص يحملون جنسية الاتحاد الروسي، والروسية هي اللغة الأم لنحو 70 ألف شخص في فنلندا، والتي تمثل حوالي 1.3٪ من السكان.
ويطلق على المواطنين الروس الذين انتقلوا قبل الحرب العالمية الثانية اسم «الروس الخضر». حدثت موجة الهجرة التالية بعد حل الاتحاد السوفييتي. في الوقت الحاضر، يعتبر الزواج والعلاقات الأسرية سببين شائعين آخرين للروس للهجرة إلى فنلندا.

## التاريخ
بدأت موجة الهجرة الأولى من الروس في أوائل القرن الثامن عشر، عندما كانت فنلندا جزءًا من الإمبراطورية السويدية. انتقل حوالي 40000 جندي وروسي وعامل مدني وحوالي 600 رجل أعمال إلى دوقية فنلندا الكبرى، التي أصبحت جزءًا من الإمبراطورية الروسية في عام 1809. عندما أصبحت فنلندا مستقلة في عام 1917، عاد العديد من الجنود إلى روسيا. أثناء الثورة الروسية، هرب العديد من الأرستقراطيين والضباط إلى فنلندا كلاجئين. أكبر موجة من اللاجئين كانت في عام 1922 عندما جاء حوالي 33500 شخص إلى فنلندا. ويطلق على المواطنين الروس الذين تحركوا في هذه الموجات الثلاثة اسم «الروس الأقدمون»، الذين يعيشون في فنلندا اليوم. 
حدثت موجة ثانية كبيرة من الهجرة بعد انهيار الاتحاد السوفيتي. جاء العديد من العمال الروس إلى فنلندا، حيث عملوا في وظائف منخفضة الأجر.